# Мінченко
- Мінченко Анатолій Каленикович — 1-й Міністр економіки України.
- Мінченко Олександр Григорович (* 1946) — доктор біологічних наук, професор, лауреат премії ім. Палладіна.
- Мінченко Олександр Степанович (1980—2017) — солдат Збройних сил України, учасник російсько-української війни.
- Мінченко Тамара Антонівна — педагог, українознавиця, заслужений працівник освіти України, громадсько-культурна діячка.
- Шихуцька-Мінченко Надія Євгенівна (початок 1880-х років — ?) — українська і російська оперна співачка (меццо-сопрано і контральто).
- Мінченко — дошлюбне прізвище української співачки та акторки Марії Малиш-Федорець.